# Environnement en Afghanistan
L'environnement en Afghanistan est l'environnement (ensemble des éléments - biotiques ou abiotiques - qui entourent un individu ou une espèce et dont certains contribuent directement à subvenir à ses besoins) de l'Afghanistan.

## Impacts sur les milieux naturels

### Pression sur les sols et l'eau
En 2023, L’Afghanistan « revendique son droit à l’eau » au détriment de ses voisins. Des travaux préemptant l’eau des principales rivières régionales, l’Amou-Daria et le Panj sont en cours de réalisation. Les pays voisins, qui font déjà face à un assèchement de leurs ressources aquatiques, ne disposent pas de leviers juridiques pour négocier avec les talibans.